# Classe Holland Design 27B
La Classe Holland Design 27B était une classe de sous-marin de la marine impériale russe, 3 bâtiments virent le jour :
- No. 1 : 1914
- No. 2 : 1914
- No. 3 : 1914

Les sous-marins furent construits par la "Nevskiy Shipbuilding & Machine Works" à Saint-Pétersbourg au Holland Design 27B.
Le sous-marin No. 1 fut désarmé en 1918, le No. 2 sombra en mer Blanche en 1915. Le No. 3 fut laissé à l'abandon sur le Danube en Roumanie en 1918

## Source
- (en) Igor D Spassky et V P Semyonov, Submarines of the tsarist navy : a pictorial history, Annapolis, Md, Naval Institute Press, 1998, 94 p. (ISBN 978-1-557-50771-6)